# Fosca sospita
 Fosca sospita  (original: I See a Dark Stranger) és una pel·lícula britànica dirigida per Frank Launder, estrenada el 1946. Ha estat doblada al català.

## Argument
Un jove irlandesa odia Anglaterra fins al punt de convertir-se en espia nazi: El maig de 1944, durant la Segona Guerra Mundial, quan la nacionalista irlandesa Bridie Quilty (Deborah Kerr) fa 21 anys, comença a complir un somni etern engendrat escoltant les històries del seu pare sobre la revolució irlandesa. Deixa el seu petit poble rural i se'n va a Dublín. En el camí, comparteix un compartiment de tren amb J Miller (Raymond Huntley), però considerant que és anglès, és molt brusca amb ell. Una vegada a la ciutat, busca un exradical famós al costat del qual el seu pare havia suposadament lluitat, Michael O'Callaghan (Brefni O'Rorke), i li demana que ajudi a unir-se a l'Exèrcit Republicà Irlandès.

## Repartiment
- Deborah Kerr: Bridie Quilty
- Trevor Howard: el tinent David Baynes
- Raymond Huntley: J. Miller
- Michael Howard: Hawkins
- Norman Shelley: l'home del capell de palla
- Liam Redmond: oncle Timothy
- Brefni O'Rorke: Michael O'Callaghan
- James Harcourt: l'avi
- George Woodbridge: Walter
- Garry Marsh: el capità Goodhusband
- Torin Thatcher: un agent de policia

I, entre els actors que no surten als crèdits :
- Patricia Laffan
- Albert Sharpe

## Premis i nominacions
- Premi del cercle de la crítica novaiorquesa 1947 a la millor actriu, per Deborah Kerr